# Guerras búlgaro-serbias de 917-924
Las guerras búlgaro-serbias de 917-924 (en búlgaro: Българо–сръбски войни от 917–924) fueron una serie de conflictos librados entre el Imperio búlgaro y el Principado de Serbia como parte de la gran guerra búlgaro-bizantina de 913-927. Después que el ejército bizantino fue aniquilado por los búlgaros en la batalla de Aqueloo, la diplomacia bizantina incitó al Principado de Serbia para atacar a Bulgaria desde el oeste. Los búlgaros trataron fácilmente con esa amenaza y sustituyeron al príncipe serbio con un protegido suyo. En los años siguientes los dos imperios compitieron por el control de Serbia. En 924 los serbios se levantaron nuevamente, emboscando y derrotando a un pequeño ejército búlgaro. Ese cambio de eventos provocó una importante campaña de represalia que terminó con la anexión de Serbia a finales de ese mismo año. 

## Preludio
Poco después que Simeón I (reino entre 893 y 927) ascendió al trono, defendió con éxito los intereses comerciales de Bulgaria, adquiriendo el territorio entre el Mar Negro y las montañas de Istranca, e impuso un tributo anual al Imperio bizantino, como resultado de la guerra búlgaro-bizantina de 894-896. El resultado de la guerra confirmó la dominación búlgara en los Balcanes, pero también expuso la vulnerabilidad del país a la intervención extranjera bajo la influencia de la diplomacia bizantina. Tan pronto como se había firmado la paz con Bizancio, Simeón trató de asegurar las posiciones búlgaras en los Balcanes occidentales. Después de la muerte del príncipe Mutimir (reino entre 850 y 891), varios miembros de la dinastía gobernante lucharon por el trono del Principado de Serbia. En 892 Pedro Gojniković se estableció como príncipe. En 897 Simeón estuvo de acuerdo en reconocer a Pedro y puso bajo su protección, lo que resultó en un período de veinte años de paz y estabilidad en el oeste. Sin embargo, Pedro no estaba contento con su posición de vasallo y buscó maneras de conseguir su independencia.

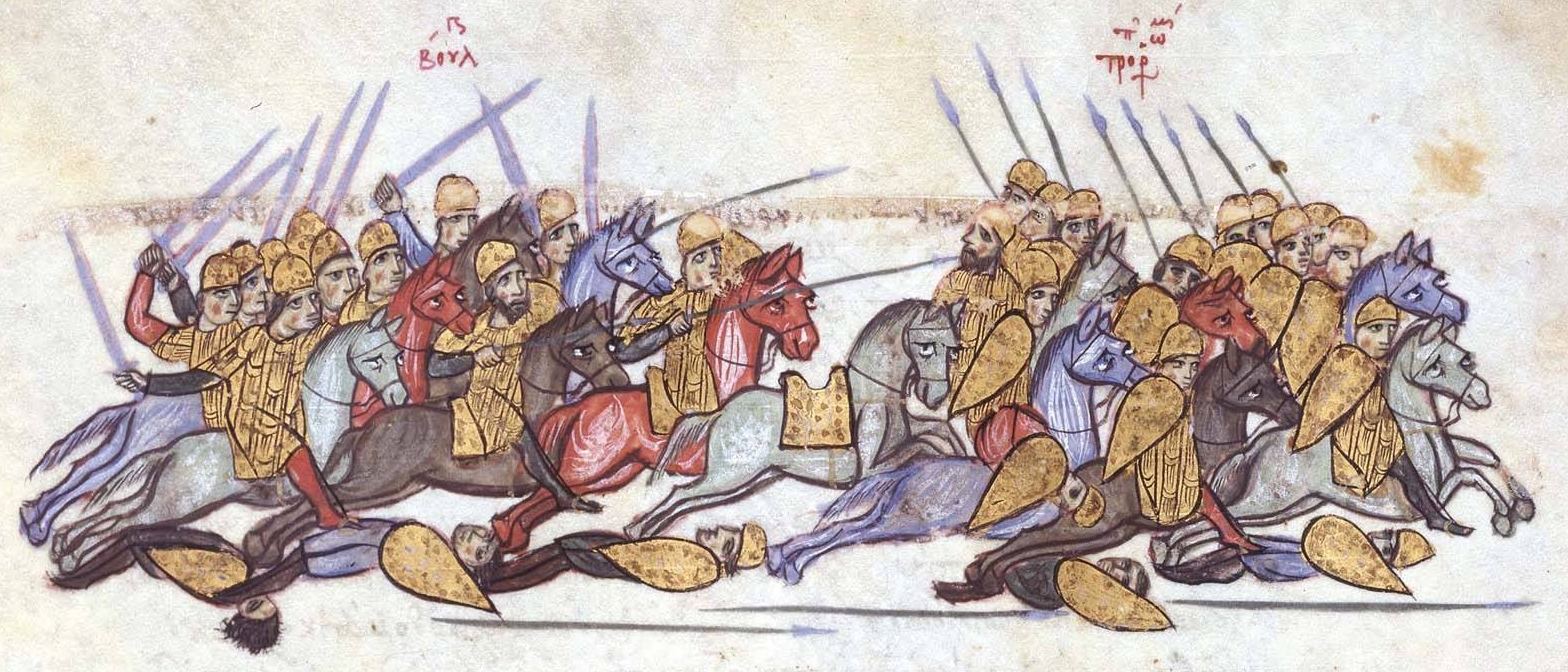
Los búlgaros derrotan a los bizantinos en la batalla de Aqueloo, Madrid Skylitzes (siglo xii).

Después de casi dos décadas de paz entre Bulgaria y el Imperio bizantino, el emperador bizantino Alejandro (reino entre 912 y 913) provocó un conflicto con Bulgaria en 913. Simeón, que buscaba pretexto para confrontar a los bizantinos para reclamar un título imperial para sí mismo, aprovechó la oportunidad para hacer la guerra. A diferencia de sus predecesores, la última ambición de Simeón I fue asumir el trono de Constantinopla como un emperador romano, creando un estado búlgaro-romano conjunto. Después ese año obligó a los bizantinos a reconocerlo como emperador de los búlgaros (en búlgaro, zar) y comprometer en matrimonio a su hija con el joven emperador Constantino VII, que habría allanado el camino para convertirse en suegro y tutor del emperador. Sin embargo, después de un golpe de Estado en febrero de 914 el nuevo gobierno bizantino bajo la madre de Constantino VII, Zoe Karbonopsina, revocó las concesiones y las hostilidades continuaron. El 20 de agosto de 927 los bizantinos sufrieron una devastadora derrota a manos del ejército búlgaro en la batalla de Aqueloo, que de hecho puso a los Balcanes bajo el control búlgaro. Semanas después, otro ejército bizantino fue duramente derrotado en la batalla de Katasyrtai a las afueras de Constantinopla en un combate nocturno.

## Guerras

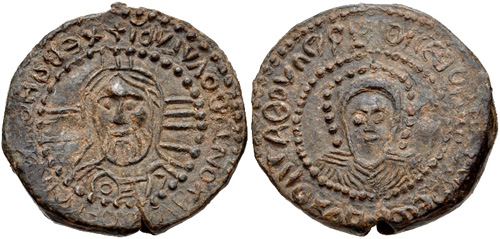
Un sello de Simeón I.

Poco antes de la batalla de Aqueloo los bizantinos habían tratado de crear una amplia coalición anti-búlgara. Como parte de sus esfuerzos el estratego de Dirraquio León Rabduco se encargó de negociar con el príncipe serbio Pedro Gojniković, que era un vasallo búlgaro. Pedro respondió positivamente, pero la corte de Preslav fue advertida sobre las negociaciones por el príncipe Miguel de Zahumlia, un aliado leal de Bulgaria, Simeón I fue capaz de prevenir un inmediato ataque serbio.
Luego de las victorias en 917 el camino a Constantinopla estaba abierto pero Simeón decidió tratar con el príncipe Pedro antes de avanzar contra los bizantinos. Un ejército fue enviado bajo el mando de Teodoro Sigritsa y Marmais. Cuando persuadieron a Pedro de una reunión lo capturaron y lo enviaron a su capital, Preslav, donde murió en prisión. Los búlgaros sustituyeron a Pedro con Pablo Branović, nieto del príncipe Mutimir, que había vivido mucho tiempo en Preslav. Así, Serbia se convirtió en un estado títere hasta 921.

Bulgaria durante el reinado de Simeón I.

En un intento por poner a Serbia bajo su control, en 920 los bizantinos enviaron a Zacarías Pribislavljević, otro de los nietos de Mutimir, para desafiar el gobierno de Pablo. Zacarías fue capturado, ya sea por los búlgaros o por Pablo, quien lo había entregado debidamente a Simeón. En ambos sentidos, Zacarías terminó en Preslav. A pesar del revés, los bizantinos persistieron y eventualmente sobornaron a Pablo a cambiar de lado después recibir tanto oro como deseara. En respuesta, en 921 Simeón envió un ejército encabezado por Zacarías. La intervención búlgara fue un éxito, Pablo fue destituido fácilmente y una vez más un candidato búlgaro fue colocado en el trono de Serbia.
El control búlgaro no duró mucho, debido a que Zacarías había sido criado en Constantinopla, donde fue fuertemente influenciado por los bizantinos. Pronto declaró abiertamente su lealtad al Imperio bizantino y comenzó las hostilidades contra Bulgaria. En 923 o en 924 Simeón envió un pequeño ejército liderado por Teodoro Sigritsa y Marmais pero fueron emboscados y asesinados. Zacarías envió sus cabezas y armaduras a Constantinopla. Esta acción provocó una importante campaña de represalia en 924. Una gran fuerza búlgara fue enviada, acompañado por un nuevo candidato, Časlav, que nació en Preslav de una madre búlgara. Los búlgaros asolaron el territorio y obligaron a Zacarías a huir al Reino de Croacia.
Esta vez, sin embargo, los búlgaros habían decidido cambiar el enfoque hacia los serbios. Convocaron a todos los župans serbios para rendir homenaje a Časlav, sin embargo los detuvieron y enviaron a Preslav. Serbia fue anexada como provincia búlgara, expandiendo la frontera del país hasta Croacia, que en su momento había llegado a su apogeo y resultaba ser un vecino peligroso. La anexión fue una medida necesaria, ya que los serbios habían demostrado ser aliados poco fiables y Simeón se había hecho cauteloso con el patrón inevitable de la guerra, el soborno y la deserción. Según el libro de Constantino VII, De Administrando Imperio, Simeón reubicó a la población serbia al interior de Bulgaria y los que evitaron esto huyeron a Croacia, dejando al país desierto.

## Consecuencias

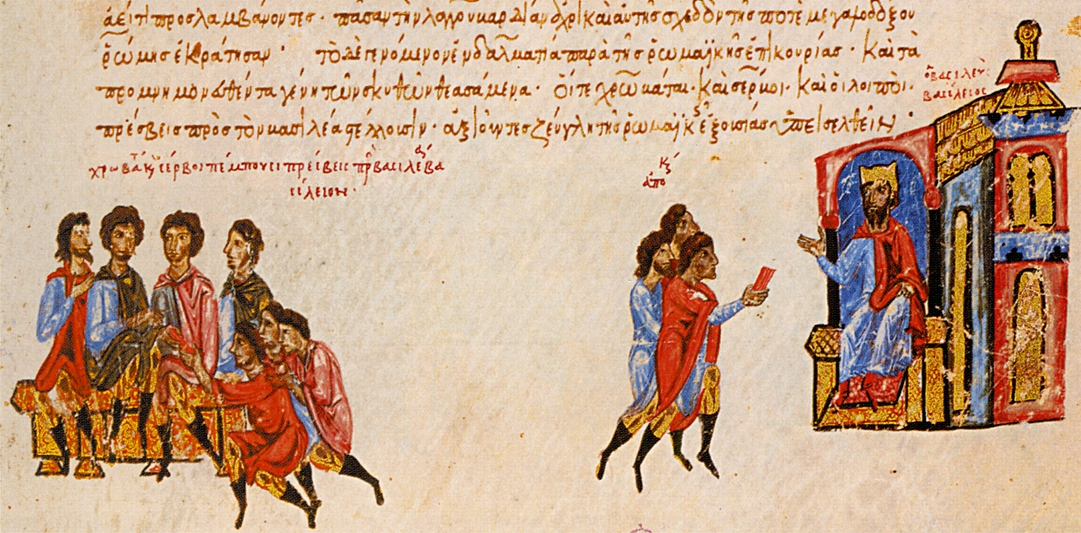
Los bizantinos envían embajadores a los serbios y croatas, Madrid Skylitzes (siglo xii).

El avance búlgaro en los Balcanes occidentales fue frenado por los croatas que derrotaron a un ejército búlgaro en 926. Al igual que en el caso de Serbia, Croacia fue invadida en el contexto del conflicto búlgaro-bizantino, porque el rey Tomislav (reino entre 910 y 928) era un aliado bizantino y enemigos de Bulgaria. Después de la muerte de Simeón el 27 de mayo de 927 su hijo y sucesor Pedro I (reino entre 927 y 969) firmó un tratado de paz favorable con los bizantinos, asegurando el reconocimiento del título imperial de los gobernantes búlgaros, un Patriarcado búlgaro independiente y un tributo anual.
A pesar de este éxito diplomático y el final de catorce años de conflicto, el comienzo del reinado de Pedro estuvo plagada de inestabilidad interna. El joven monarca se enfrentó a dos revueltas consecutivas por sus hermanos Iván y Miguel. El príncipe serbio Časlav consiguió tomar ventaja de los problemas internos de Pedro. En 928 o 931 se las arregló para escapar de Preslav y afirmar la independencia serbia de Bulgaria bajo el señorío bizantino. Con el apoyo financiero y diplomático bizantino consiguió repoblar y reorganizar el país.